# ورقة 100 جنيه إسترليني بنك أيرلندا
ورقة 100 جنيه إسترليني بنك أيرلندا هي أكبر فئة من الأوراق النقدية التي يصدرها بنك أيرلندا.

## التاريخ
بدأ بنك أيرلندا بإصدار الأوراق النقدية في عام 1783، وهو نفس العام الذي تم فيه تأسيس البنك. كانت الأوراق النقدية الأولى تصدر باسم الجنيه الأيرلندي حتى إلغاء تلك العملة في عام 1826. طبع الأوراق البنك في دبلن على وجه الورقة صف من رؤوس ميركوري، لم يتغير هذا التصميم فعليًا لمدة 120 عامًا. الأوراق النقدية الأيرلندية الشمالية أصلية بالكامل كما التي يصدرها بنك إنجلترا. ورقة 100 جنيه إسترليني حاليًا أكبر فئة الأوراق النقدية التي يصدرها بنك أيرلندا.
أصدرت ورقة 100 جنيه إسترليني من سلسلة جامعة الملكة بلفاست أول مرة في عام 2005. على وجه هذه الورقة تمثيل هيبرنيا وشعارات المقاطعات الست في أيرلندا الشمالية. وعلى الظهر صورة جامعة الملكة (بلفاست). على أن معظم أوراق بنك أيرلندا النقدية قد استبدلت بسلسلة بوشميلز في عام 2008 إلا أن ورقة 100 جنيه إسترليني لا تزال تصدر جزء من سلسلة جامعة كوينز بلفاست.

## التصميم
| الورقة              | تاريخ الإصدار | اللون | الحجم | التصميم                                    |
| ------------------- | ------------- | ----- | ----- | ------------------------------------------ |
| جامعة الملكة بلفاست | 2005          | أحمر  |       | الوجه: هيبرنيا. الظهر: جامعة الملكة بلفاست |

المعلومات مأخوذة من موقع بنك أيرلندا.

## روابط خارجية
- The Committee of Scottish Bankers website